# Poecilochroa faradjensis
Poecilochroa faradjensis är en spindelart som beskrevs av Roger de Lessert 1929. Poecilochroa faradjensis ingår i släktet Poecilochroa och familjen plattbuksspindlar.
Artens utbredningsområde är Kongo. Inga underarter finns listade i Catalogue of Life.